# السلطة الأولية
السلطة الأولية (Primary authority) هي مصطلح يستخدم في البحث القانوني للإشارة إلى بيانات قانونية ملزمة للمحاكم، والحكومة، والأفراد. عادة ما تكون السلطة الأولية في شكل وثيقة تحدد القانون، وإذا لم يكن هناك مستند موجود فهي تعد رأيا قانونيا في المحكمة. إن البحث عن السلطة الأولية القابلة للتطبيق هو أهم جزء في عملية البحث القانوني.
تشمل أمثلة السلطة الأولية النصوص الحرفية التالية:
- الدساتير.
- القوانين الأساسية
- القانون التشريعي
- المعاهدات وبعض مواد القانون الدولي الأخرى.
- مواثيق البلدية والمراسيم
- آراء المحكمة
- قواعد إجراءات المحاكم
- قواعد الأدلة
- القواعد الناظمة لسلوك المحامين
- اللوائح الإدارية
- أوامر تنفيذية.